# 吳起小林介
吳起小林介（学名：Hsiaolina wuchii）为真花介科小林介屬下的一个种。